# Can Bosch (la Selva de Mar)
Can Bosch és una casa de la Selva de Mar (Alt Empordà) inclosa a l'Inventari del Patrimoni Arquitectònic de Catalunya.

## Descripció
Situat dins del nucli urbà de la població de la Selva de Mar, a l'extrem de migdia del terme, al costat de la riera de la Selva.
Edifici de planta rectangular amb jardí, amb la coberta de teula de dos vessants i distribuït en planta baixa i dos pisos. La façana principal presenta majoritàriament obertures rectangulars. Les de la planta baixa presenten el mateix emmarcament que la resta del parament, un placat de pedra picada emblanquinada amb un sòcol de diferent color. Al primer pis hi ha tres balcons exempts amb les llosanes motllurades i baranes de ferro treballat. Els finestrals de sortida són rectangulars i estan bastits amb carreus de pedra ben desbastats. Aquest nivell compta amb dos plafons de ceràmica vidrada decorada. Les obertures de la segona planta són rectangulars i tenen un emmarcament en relleu emblanquinat. A l'extrem de tramuntana del parament hi ha una obertura d'arc de mig punt que forma part de la galeria del pis superior de l'edifici. La façana lateral presenta obertures rectangulars al primer pis, mentre que a la segona planta hi ha la galeria d'arcs de mig punt, que presenta els emmarcaments emblanquinats i està delimitada per balustrades de pedra. Aquestes balustrades són idèntiques a la barana de delimitació del pati, el qual es troba elevat respecte el nivell del carrer de la Font.
La construcció presenta els paraments arrebossats i emblanquinats.